# 解困新聞學
解困新聞學（英語：Solutions Journalism）是一種新聞報導方式，主張積極介入社會問題，並探索各種解決途徑。

## 歷史
解困新聞學的概念最早由大衛．柏恩斯丁提出。他的成名作是1996年出版的《夢想的代價》（The Price of a Dream），以及2003 出版的《如何改變世界》（How to Change the World）。其中，後者列舉大量社會創業家的故事，被翻譯成二十多種語言於全球各國出版，除了被《紐約時報》稱為「社創界的聖經」（A bible in the field），同時奠定了解困新聞學的理論基礎和寫作方式。
2011年，《紐約時報》Opinionator版“Fixes”專欄誕生，以柏恩斯丁和蒂娜．羅森堡二人為主筆，每星期介紹一個以創新手法解決社會問題的個案。2013年，羅森堡連同女權運動代表葛妮．馬丁，和柏恩斯丁合作創立「解困新聞學網絡」 （Solutions Journalism Network），旨在傳播解困新聞學理論，試圖改變傳統媒體對新聞報道的看法，並培訓更多有志於此的新聞從業員。此外，柏恩斯丁創辦了Dowser，一個專門報道以創新手法解決世界各地社會問題的網站。

## 實踐原則
解困新聞學有三大基礎原則：定義一個問題、盡量列出全部可能、比較各個答案優劣。

### 定義一個問題
解困新聞學的第一步當先清楚定義問題。在定義過程，可以借助傳統新聞學的六個基本問題思考框架，亦即「六何法」（5W1H）。而解困新聞學特別要求要求所有報導必須解答「為何」（How）這個問題，甚至以此作為思考起點，也以此作為結束。從解困新聞學的角度看，如問題所牽涉的範疇過於空泛，往往會令推出的措施無效，又或只有粉飾表象之功效。因此，解困新聞學寧可聚焦在特定而具體的問題上，比較各個針對解決該問題的答案，才有機會找出最佳答案，獲得最大成效。

### 盡量列出全部可能
解困新聞學必須盡可能將全部可能性，呈現在受眾之前，不能選擇性地將對自己一方有利的論點，或符合預設立場的答案報導出來，而不提其他答案。此原則的重要性，在於讓報導增加了包容性，將專注於技術細節而被收窄的視點再次拉闊，透過毫無保留將各種可能性呈現，讓不同水平、不同階層、不同立場的受眾也有機會找到適合自己的答案，解決了一開始只聚焦於「為何」所帶來的思考盲點。

### 比較各個答案優劣
解困新聞學第三條基本原則是「聚斂性思考」，意思是個人運用已有的經驗及所得的資料，尋找解決問題的答案的推理性思考模式。這一種思考模式由原先設定的問題所提出的方向出發，進行有規範的思考，亦即比較封閉性的思考模式，藉已知事實歸納和篩選，將問題範圍不斷縮小，並集中注意力尋求唯一而最理想的答案。 只有在各種數據，包括成本和效益都齊備的情況下，各個情景才可作客觀比較，否則就只是流於情緒化的無意義辯論。

## 發展狀況

### 美國
從2013年至今，解困新聞學網絡與80間新聞機構合作，推出以解困新聞學為中心的報導，當中包括《華盛頓郵報》、《西雅圖時報》、《哈芬登郵報》、雅虎新聞等。另外，10所大學的新聞傳播學院包括佛羅理達大學和肯特州立大學等，有採用解困新聞學課程教授學生。

### 香港
2013年，香港資深傳媒人黃永創立社企媒體「言論自由行」，用以推廣和實踐解困新聞學。2014年起，與香港商業電台合作，製作推廣解困新聞學時事節目《人民大道中》。2017年，推出香港首本有關解困新聞學書籍《解困新聞學——後真相年代的答案》。
2018年，北京樂平公益基金會創辦微信公眾號”樂見島“，用以推廣和實踐解困式新聞學。樂見島通過翻譯“solutions journalism network”上的文章，以及採訪報道國內社會企業的實踐，來推行國內新經濟公司、社會企業在解決社會問題上的貢獻，及其方法。

## 外部連結
- Fixes-Opinionator （页面存档备份，存于）
- Solutions Journalism Network （页面存档备份，存于）